# Premio Anvil
El premio Anvil es un premio literario noruego concedido por la Asociación de Amigos de Olav Hauge (Venelaget Olav H. Hauge). El premio consiste en NOK 10.000 coronas y una pequeña estatuílla diseñada por el escultor Leif Gjerme. El premio se otorga a la persona que haya hecho más para promover la toma de conciencia del valor de la poesía de Hauge.

## Ganadores

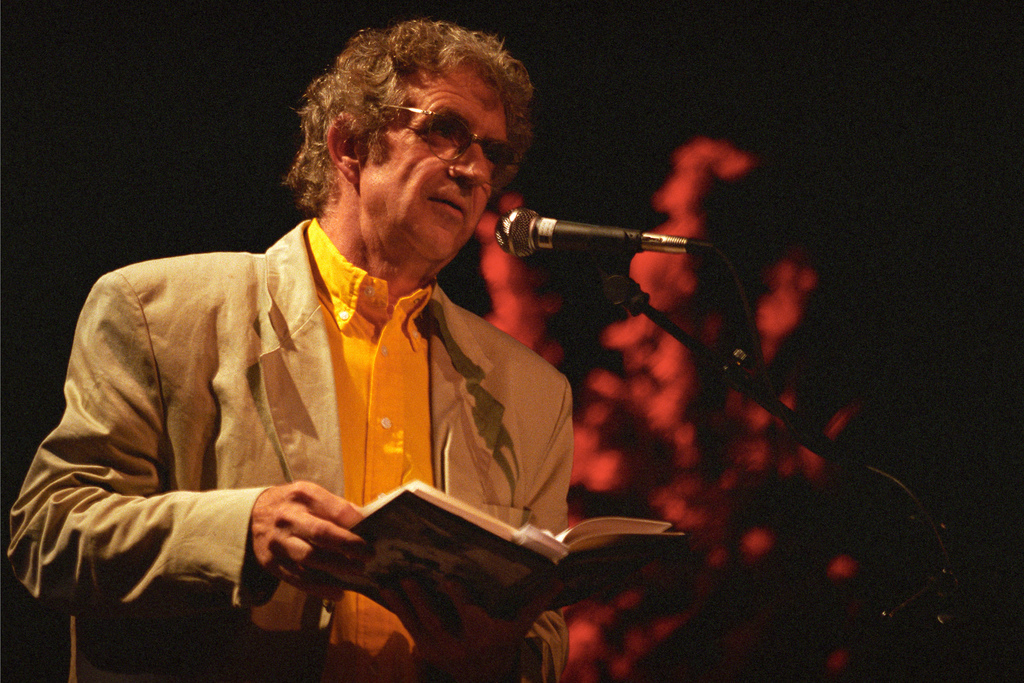
Jan Erik Vold, ganador en 2004.

- 2000: Idar Stegane
- 2002: Ola E. Bø
- 2004: Jan Erik Vold
- 2006: Erling Lægreid[2]
- 2008: Robert Bly
- 2010: Arne Skjerven[3]
- 2012: Bodil Cappelen
- 2014: Espen Eide[4]
- 2016: Klaus Anders
- 2018: Ole Karlsen
- 2021: Kathrine Hanson